# Carlo Clerici
Carlo Clerici (Zurigo, 3 settembre 1929 – Zurigo, 28 gennaio 2007) è stato un ciclista su strada svizzero di origini italiane. Professionista dal 1951 al 1957, vinse il Giro d'Italia 1954.

## Carriera
Di padre italiano, confinato dal regime a Lipari per motivi politici, ma nato e cresciuto in Svizzera (paese della madre), si avvicinò al ciclismo lavorando in un'officina di riparazione di biciclette. Cominciò a gareggiare nel 1947 e quattro anni dopo, nel settembre 1951, debuttò nel professionismo andando a svolgere ruoli di gregariato. Nel 1953 fu protagonista di un particolare episodio al Giro d'Italia, quando venne escluso dalla sua squadra, la Welter, per aver aiutato Hugo Koblet (svizzero, avversario di Fausto Coppi e in forza alla Guerra) a rientrare in gruppo dopo una caduta. Anche in seguito a questo episodio fece richiesta di naturalizzazione e nel marzo 1954 ottenne la cittadinanza svizzera.
Proprio del 1954 è il suo clamoroso successo al Giro d'Italia in seguito ad una delle più famose "fughe bidone" della storia del ciclismo. Clerici, che partecipava a quell'edizione della corsa rosa come gregario di Hugo Koblet (lo aveva raggiunto alla Guerra), andò in fuga con altri quattro corridori durante la sesta tappa, la Napoli-L'Aquila: vinse la frazione e, complice la disorganizzazione e i tentennamenti degli inseguitori, guadagnò più di mezz'ora di vantaggio sul gruppo, vestendo di rosa. Nessuno fu più in grado di recuperare questo margine, nonostante mancassero ancora più di due settimane di corsa e Clerici non fosse un grande scalatore: a Milano l'italo-svizzero precedette Koblet di 24'16" e Nino Assirelli (suo compagno di fuga) di 26'28".
Se si esclude quel successo nella "Corsa rosa", le uniche vittorie importanti di Clerici furono il Gran Premio di Svizzera a cronometro nel 1952 (anno in cui fu anche terzo al Tour de Suisse) e il Campionato di Zurigo nel 1956; partecipò anche ai campionati del mondo di Frascati nel 1955, non concludendo però la corsa. Si ritirò dall'agonismo nel 1957, con una ventina di successi all'attivo.
Dopo due anni di lotta a un cancro, morì a Zurigo il 28 gennaio del 2007.

## Palmarès
- 1951 (dilettanti)

Giro dei Quattro Cantoni
Campionato di Zurigo Dilettanti
- 1952

Gran Premio di Svizzera
- 1953

Lucerna-Engelberg
- 1954

6ª tappa Giro d'Italia (Napoli > L'Aquila)
Classifica generale Giro d'Italia
Gran Premio di Locle
- 1956

Campionato di Zurigo
Gran Premio di Locle
- 1957

Lucerna-Engelberg

## Piazzamenti

### Grandi Giri
- Giro d'Italia

1952: 23º
1953: non partito (11ª tappa)
1954: vincitore
1955: 26º
1956: ritirato (18ª tappa)
- Tour de France

1954: 12º
1955: ritirato (12ª tappa)
1957: ritirato (11ª tappa)

### Classiche monumento
- Milano-Sanremo

1950: 84º
1954: 84º
1955: 14º
1956: 32º
1957: 74º

### Competizioni mondiali
- Campionati del mondo

Frascati 1955 - In linea: ritirato